# Leonid Vološin
Leonid Anatoljevič Vološin (rusky Леонид Анатольевич Волошин; * 30. března 1966, Vladikavkaz) je bývalý sovětský a později ruský atlet, který se věnoval trojskoku.

## Kariéra
S atletikou začínal jako dálkař. První mezinárodní úspěch zaznamenal v roce 1985 na juniorském mistrovství Evropy v Chotěbuzi, kde skončil na 4. místě. Na letních olympijských hrách 1988 v jihokorejském Soulu obsadil ve finále výkonem 789 cm osmé místo.
Většinu svých úspěchů však zaznamenal na začátku devadesátých let v trojskoku. V roce 1990 se stal ve Splitu mistrem Evropy. O rok později získal stříbrnou medaili na halovém MS v Seville a na světovém šampionátu v Tokiu. V roce 1992 vybojoval v italském Janově výkonem 17,35 m titul halového mistra Evropy. V témže roce na letních olympijských hrách v Barceloně se umístil ve finále na 4. místě. Na Mistrovství světa v atletice 1993 ve Stuttgartu získal stříbrnou medaili, když dál skočil jen Američan Mike Conley, bronz vybojoval Brit Jonathan Edwards. V roce 1994 obhájil v Paříži titul halového mistra Evropy (17,44 m). Na stupních vítězů ho doplnili krajané Děnis Kapustin a Vasilij Sokov.

## Osobní rekordy
6. února 1994 ve francouzském Grenoble vytvořil výkonem 17,77 m nový halový světový rekord. O tři roky později ho o 6 centimetrů překonal Kubánec Aliecer Urrutia a v roce 2004 rekord vyrovnal Švéd Christian Olsson. Od roku 2010 drží rekord Francouz Teddy Tamgho (17,90 m).
- hala - (17,77 m - 6. února 1994, Grenoble)
- venku - (17,75 m - 26. srpna 1991, Tokio)